# Repovci
Repovci su naseljeno mjesto u općini Konjic, Federacija Bosne i Hercegovine, BiH.

## Stanovništvo

### 1991.
Nacionalni sastav stanovništva 1991. godine, bio je sljedeći:
ukupno: 193
- Muslimani – 188
- Srbi – 4
- ostali, nepoznati i neopredijeljeni – 1

### 2013.
Nacionalni sastav stanovništva 2013. godine, bio je sljedeći:
ukupno: 137
- Bošnjaci – 136
- ostali, neopredijeljeni i nepoznato – 1

## Vanjske poveznice
- Satelitska snimka  Arhivirana inačica izvorne stranice od 8. kolovoza 2020. (Wayback Machine)